# Jess Myrthu
Jess Myrthu (født  15. november 1947 i Odense) er en dansk journalist og tidligere kommunikationsrådgiver.  Han var i en årrække journalist på TV-Avisen,  og var  i 1989 
medstifter af Jøp, Ove & Myrthu. Bestyrelsesmedlem i SOS Børnebyerne, næstformand, Naturama og næstformand, Fjord&Bælt.